# Instant Karma: All-Time Greatest Hits
Instant Karma: All-Time Greatest Hits  ist ein Kompilationsalbum von John Lennon und es ist das zwölfte postum erschienene Album nach Lennons Tod im Jahr 1980. Gleichzeitig ist es einschließlich der acht Solo-Studioalben, der drei Avantgarde-Alben mit seiner Frau Yoko Ono, der beiden Livealben, der beiden Interviewalben und der Kompilationsalben das insgesamt 24. Album John Lennons. Es wurde am 1. Februar 2002 in den USA veröffentlicht.

## Entstehungsgeschichte
Im Jahr 2002 veröffentlichte EMI (EMI Music Special Markets) in den USA eine Dreifach-CD; der Vertrieb erfolgte durch die Timeless Media Group via Mailorder-Versand. Die äußerliche Erscheinung der CD-Box wirkt schlicht, ein CD-Begleitheft ist nicht enthalten. Die drei CDs sind jeweils betitelt, so enthält die erste CD mit dem Titel The Hits elf Single-A-Seiten von John Lennon, die zwischen den Jahren 1970 bis 1988 erschienen sind. Die zweite CD Sings Classic Rock ’N’ Roll enthält neun Lieder vom Album Rock ’n’ Roll und zwei Titel vom Album Live Peace in Toronto 1969 (Blue Suede Shoes und Dizzy Miss Lizzy) sowie ein Lied von Menlove Ave. (Angel Baby). Die dritte CD, mit The Classics Live betitelt, beinhaltet das komplette Album Live in New York City sowie einen weiteren Livetitel von Some Time in New York City ([Well] Baby Please Don’t Go).

## Cover
Das Coverfoto stammt von Bob Gruen.

## Veröffentlichung
Das Album wurde nicht im LP-Format veröffentlicht.

## Titelliste
- CD 1: The Hits

1. Instant Karma! – 3:20
2. Happy Xmas (War Is Over) (John Lennon & Yoko Ono) – 3:34
3. Jealous Guy – 4:15
4. Mind Games – 4:12
5. Whatever Gets You thru the Night – 3:19
6. #9 Dream – 4:48
7. Stand By Me (Jerry Leiber, Mike Stoller & Ben E. King) – 3:26
8. (Just Like) Starting Over – 3:56
9. Woman – 3:26
10. Watching the Wheels – 3:32
11. Nobody Told Me – 3:32

- CD 2: Sings Classic Rock ’N’ Roll

1. Ain’t That a Shame (Fats Domino & Dave Bartholomew) – 2:31
2. Angel Baby (Rosie Hamlin) – 3:44
3. Be-Bop-A-Lula (Tex Davis, Gene Vincent) – 2:38
4. Blue Suede Shoes (Live) (Carl Perkins) – 2:29
5. Dizzy Miss Lizzy (Live) (Larry Williams) – 3:09
6. Medley: Rip It Up/Ready Teddy (Robert Blackwell, John Marascalco) – 1:34
7. Peggy Sue (Buddy Holly) – 2:05
8. You Can’t Catch Me (Chuck Berry) – 4:53
9. Slippin’ and Slidin’ (Eddie Bocage, Albert Collins, Richard Penniman & James H. Smith) – 2:17
10. Do You Wanna Dance (Bobby Freeman) – 2:54
11. Sweet Little Sixteen (Chuck Berry) – 3:01
12. Just Because (Lloyd Price) – 4:25

- CD 3: The Classics Live

1. (Well) Baby Please Don’t Go (Walter Ward) – 4:30
2. New York City – 3:38
3. It’s so Hard – 3:18
4. Woman Is the Nigger of the World (John Lennon & Yoko Ono) – 5:30
5. Well Well Well – 3:51
6. Instant Karma! (We All Shine On) – 3:40
7. Mother – 4:59
8. Come Together (Lennon/McCartney) – 4:20
9. Imagine – 3:17
10. Cold Turkey – 5:29
11. Hound Dog (Jerry Leiber/Mike Stoller) – 3:09
12. Give Peace a Chance – 1:01